# 魏源
魏源（1794年4月23日—1857年3月26日），原名远达，字默深，一字墨生，又字汉士，号良图，湖南省邵阳县（今邵陽市隆回縣）人。為晚清思想家，新思想的倡导者、林则徐的好友。魏源是近代中国“睁眼看世界”的文人之一。

## 生平
清朝道光二年（1822年）魏源29岁参加順天乡试，考中举人，試卷得到宣宗褒揚，但此後會試卻落第，房考劉逢禄深感可惜。1840年至1841年，曾参与裕谦戎幕，依照英国战俘的口供编成《英吉利小志》。1841年7月，在镇江与林则徐相遇，纵谈时事和今后对策。1843年1月，依靠林则徐在广州翻译的报纸并以林的《四洲志》为基础写就50卷的《海国图志》，而魏源撰写该书時曾长年待在南京，其宅邸即小卷阿。後魏源捐內閣中書，直到道光二十五年（1845年）方中進士，殿試位列三甲第93名，以知州分發江蘇，贊权興化。官至高邮州知州。1847年，魏源前往广州、澳门，访问知名儒者陈澧，会晤葡萄牙理事官，又前往香港，采购各国书籍，将《海国图志》拓展为60卷。1853年，依据西方新出著述，如葡萄牙人马吉士的《地理备考》，续写为100卷。
晚年隐居杭州，潜心佛教，法名承贯。病逝于杭州。《清史稿》有傳。

## 著作

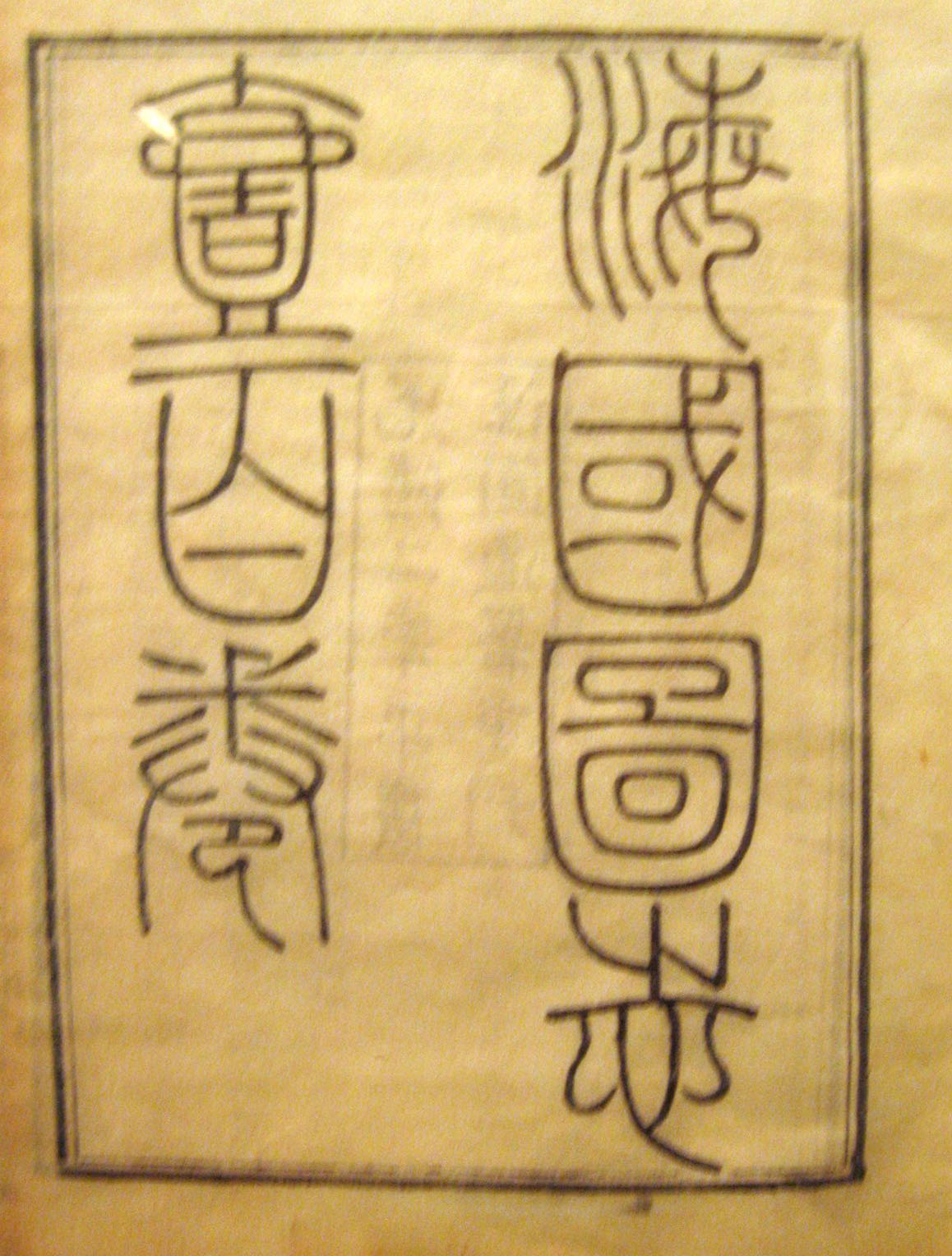
《海国图志》

著有《海国图志》一百卷，《圣武记》，辑《皇朝经世文编》120卷。
《海国图志》书中阐述了作者“师夷长技以制夷”的思想，主张学习国外先进的科学技术以抵御外国的侵略，使中国走上富强的道路。但是对基督教的认识也有偏见，誤信外国传教士把华人的眼睛挖出来，配以铅粉，炼制白银，因此而致富等事。《聖武記》中對宗喀巴的生卒年、西藏佛教的活佛轉世制度起源的錯誤記載，影響直到民國時期。在佛教方面著有《無量壽經》會集本——《摩訶阿彌陀經》。
近年有《魏源全集》出版发行。

## 延伸阅读
[在维基数据编辑]
 在维基文库阅读此作者作品（ 在维基共享资源阅览影像）
 《明史卷一百六十》，出自《明史》
 《清史稿/卷486》，出自趙爾巽《清史稿》